# Liolaemus millcayac
Liolaemus millcayac — вид ігуаноподібних ящірок родини Liolaemidae. Ендемік Аргентини. Описаний у 2013 році.

## Поширення і екологія
Liolaemus millcayac мешкають в провінціях Мендоса, Сан-Хуан, Ла-Ріоха і Сан-Луїс. Вони живуть на помірнихї луках, серед чагарників, в норах. Зустрічаються на висоті від 400 до 600 м над рівнем моря. Живляться комахами, відкладають яйця.